# Вселенски събор
Вселенските събори (на гръцки: Οικουμενικές Σύνοδοι) са събрания на епископите от поместните Църкви за постигане на единство и съгласие по въпросите на вярата и християнското учение. След като император Константин гарантира толерантността към християнството в рамките на Римската империя, епископите от различните седалища започват да се събират на събори, за да решават доктринални въпроси, въпроси на юрисдикцията и на развитието на институцията. Техните решения са общовалидни и абсолютни. Първите седем събора, които се признават и от Източната, и от Западната църква, са свикани от императора, който има грижата и за изпълнението на техните решения на територията на империята. Започвайки от Третия вселенски събор, доктриналните различия довеждат до неучастие на някои представители от дотогава единната Християнска църква. Така някои епископи не участват изобщо или участват, но не приемат решенията. Духовниците на Православната църква приемат за легитимни седем вселенски събора. Епископите от Църквата на Изтока участват само в първите два. Приемането на авторитета и решенията на съборите е различно сред различните християнски деноминации. Поради споровете по христологични и други теми някои от тях приемат едни събори, а други отхвърлят, което води до разкол (схизма).

## Определение
От самото ѝ създаване поне официално Християнската църква се управлява от съборното начало. То е заложено в самото ѝ название Еклесия – общо събрание на равноправни хора. В началото се свикват събори, наречени „поместни“, които решават въпроси с ограничен характер. Съборите, чиито решения са с общоцърковно значение, се определят като ойкуменични (вселенски, световни):с. 26
Първото християнско събрание е Апостолският събор от 51 г., който става прототип на бъдещите събори. Той е кръстен на дванайсетте първи Христови ученици и на него се разрешава на неевреите, които искат да приемат християнството, да не спазват юдейските обичаи.
Необходимостта от свикване на събори е предизвикана от острите спорове относно основните положение на християнството и утвърждаване на общо за всички вярващи изповедание. Например утвърждаването на единен символ на вярата става още на Първия вселенски събор.
Съборите играят важна роля за преструктуриране и организиране на Църквата в съответствие с разпространението на християнството. По време на първите четири вселенски събора се узаконява значимостта на местните църковни организации. От V век нататък „вселенски“ е само онзи събор, на който са представени петте най-важни Църкви: Антиохийската, Александрийската, Йерусалимската, Римската и Константинополската. Тяхното доминиращо положение на определени патриаршии се нарича Пентархия.
Източната православна църква признава 7 вселенски събора, докато Католическата църква – много повече.

## Събори, признати от православни, католици, миафизити и несторианци

### Първи вселенски събор в Никея
Първият никейски събор, или Събор на 318-те отци (325), свикан от император Константин I Велики в Никея, взима 20 решения, осъжда Арий (ок. 256 – 336), създател на арианската ерес, според която Иисус Христос не е единосъщен на Бог-Отец в Светата Троица. Решават се тринитарни въпроси. Формулиран е Никейският символ на вярата. 4-то решение: епископите се избират от епископите на дадената провинция и утвърждават от митрополит. 5-о: епископите на провинцията да се събират на синод 2 пъти годишно и да разглеждат молбите на миряните и клира и техните оплаквания. 6-о: потвърждава се върховната власт на някои епископи над други епископи – римския (папата) над западните, антиохийския над източните, александрийския над епископите на Египет, Либия и Пентапол. Паметта на 318-те свети отци в Никея се чества на 7-а неделя след Великден.

### Втори вселенски събор в Константинопол
Първият Константинополски събор (381), свикан от император Теодосий I, взима 7 решения, попълва с някои изрази и окончателно утвърждава Никейския символ на вярата. Константинополският епископ Македоний, който не признава единосъщието на Бог – Св. Дух с Отца и Сина, е осъден. Решават се тринитарни въпроси. 2-то и 6-о правило: Изтокът се дели на 7 окръга с отделни църковни инстанции. На константинополския епископ (патриарх) се дава предимство по чест пред другите източни патриарси „след римския епископ, понеже Константинопол е втори Рим“ („3-то правило“). 7-о: правила за приемане в Църквата на каещи се еретици и неговите последователи, които твърдят, че Дева Мария не е родила Христа-Бога, са отлъчени от Църквата. Дева Мария е призната за Богородица. За пръв път се решават христологически въпроси. 7-о решение забранява да се променя Символът на вярата. 8-о: кипърските епископи се освобождават от зависимостта на Антиохийския патриарх.

### Трети вселенски събор в Ефес
Третият вселенски събор е свикан през 431 г. в малоазийския град Ефес от император Теодосий II. На него е осъдено учението на Несторий. Несторианството е наречено по негово име, той е роден в Антиохия около 380 г., през 428 г. е избран за патриарх на Константинопол. Той застъпва становището, че Богородица е само „Христородица“, т.е. тя е дала живота на човека Христос. Несторий различава в Христа „Бог – слово“ и „човек“. Срещу проповедта на Несторий се обявява Кирил, александрийски архиепископ. На събора е осъдено учението му и той е свален от патриаршеския престол. Оттегля се в Антиохия, където умира през 451 г.

## Събори, признати само от православни и католици

### Четвърти вселенски събор в Халкидон
Халкидонският събор (451) е свикан от папа Лъв Велики (440 – 461), цариградския патриарх Анатолий (449 – 458) и император Маркиан (450 – 457). Повод за това е свиканият през 449 г. в Ефес събор, наречен „разбойнически“, който оправдава монофизитството. Халкидонският събор взима 30 решения, осъжда монофизитството и определя догматично, че човешката и божествената природа на Иисус Христос са неслитно и неразделно съединени. Освен че приема канонични правила, Халкидонският събор подчинява монасите на местния епископ (4-то правило), заповядва се църковното имущество да се управлява от иконом. Важно е 28-о правило, което и до днес не се признава от Рим и определя съдебната и административна власт на цариградския епископ (патриарх), на който се дават еднакви права с римския епископ (папата).

### Пети вселенски събор
Вторият цариградски събор, или Събор на 3-те глави, (553) е свикан в Цариград при император Юстиниан I (527 – 565). 156 делегати осъждат възгледите на Ориген (185 – 254) и Евгарий (+ 399), Теодор Мопсуетски е анатемосан.

### Шести вселенски събор в Константинопол
Третият константинополски събор (680 – 681) бил закрит веднага след решаването на догматическите въпроси. Поради липсата на постановления относно църковната дисциплина, издадени от Петия и Шестия вселенски събор, се появява нуждата от свикването на нов, т.нар. Пето-шести събор или Трулски събор (на името на двореца, в който се е състоял) през 691 г., свикан по инициатива на император Константин IV Погонат (668 – 685) и насочен срещу монотелитството – разновидност на монофизитството, според което Христос има една воля и едно действие – божественото, а човешката му същност се отхвърля. Съборът взима 102 важни решения, като осъжда цариградските патриарси Сергий I (610 – 638) и Пир (638 – 642) и и техните привърженици заради подкрепата им на монотелизма. В събора участва и папа Агатон (678 – 681), канонизиран от Църквата. 36-о правило потвърждава равенството между цариградския патриарх и папата и определя йерархията на източните патриаршии. 8-о правило задължава митрополита да свиква ежегодно събор на епископите. Правила 12, 13 и 48 решават въпросите, свързани с брака на духовно лице. 33-то осъжда арменската страна, която приема в духовен сан само лица, произхождащи от род на свещеник. 64-то и 70-о забраняват на миряни и жени да поучават в църквата по време на богослужение. 80-о: наказва се християнин, който през 3 празнични дни не посети богослужение. 53-то: кръстниците са духовно сродени с кумците. 54-то: правила за встъпване в брак на роднини. Паметта на светите отци (Неделя на св. отци от VI вселенски събор) се чества на 6-ата неделя след Петдесетница. Четвърта неделя след Петдесетница – памет на светите отци от шестте вселенски събора. На шестия Вселенски събор за първи път се споменава името България. Датата, на която става това, е 9 август 681 г.

### Седми вселенски събор в Никея
Вторият никейски събор (786/787), свикан при императрица Ирина (вдовица на император Лъв Хазар) възстановява иконопочитанието. Състои се от 367 отци, които създават 22 правила. Бъдещият цариградски патриарх Никифор взема участие в него. Установен е празникът Тържество на Православието, който Вселенската православна църква празнува и до днес в първия неделен ден от Великия пост. 4-то и 6-о правило осъждат рязко симонията при встъпване в свещенически сан. 10-о правило забранява смесени (женско-мъжки) манастири, а 13-о правило забранява отчуждаването на църковното имущество на манастири и епископии. Църковните длъжности на миряни са недействителни (правила 15, 16, 18 и 22). Паметта на светите отци се чества на 4-тата неделя след Въздвижение. Почитанието на светите икони е окончателно възстановено и утвърдено на Поместния събор в Константинопол през 872 г. при императрица Теодора.

## Събори, които признава само Католическата църква
- 869 – 870 – Четвърти константинополски събор (осъждането на константинополския патриарх Фотий). Остри противоречия между Западнохристиянските и Източнохристиянските църкви. Църквите различно оценяват събора – Католическата църква го признава за VIII вселенски, Православната не го признава.
- 1123 – Първи латерански събор (утвърждаване на Вормски конкордат, слагащ края на борбата за инвеститура).
- 1139 – Втори латерански събор (осъждане на Арнолд Брешиански).
- 1179 – Трети латерански събор (осъждане на валденси, катари, установяване на ред за избиране на римски папа).
- 1215 – Четвърти латерански събор (осъждане на албигойците, валденсите, санкциониране на Светата инквизиция).
- 1245 – Първи лионски събор (отлъчване на император Фридрих II).
- 1274 – Втори лионски събор (уния с Православната църква).
- 1311 – 1312 – Виенски събор (закриване на Ордена на тамплиерите).
- 1414 – 1418 – Констанцки събор (сложил край на „великия разкол“, смърт на Ян Хус, осъждане на Джон Уиклиф).
- 1431 – 1449 – Фераро-флорентински събор (разглеждане на въпросите, възпрепятстващи обединението на Западната и Източната църкви).
- 1512 – 1517 – Пети латерански събор (църковна реформа).
- 1545 – 1563 – Тридентски събор (контрареформация, литургическа реформа).
- 1869 – 1870 – Първи ватикански събор (догмата за първородния грях, чистилище, догма за папската безгрешност).
- 1962 – 1965 – Втори ватикански събор (църковна реформа, отмяна за задължителния латински при богослужения).